# والیر (دهانه)
والیر یک دهانه برخوردی در ماه‌ است.

## دهانه‌های اقماری
این دهانه ۲ دهانه اقماری دارد.
| Valier | عرض جغرافیایی | طول جغرافیایی | قطر          |
| ------ | ------------- | ------------- | ------------ |
| P      | ۴.۸° N        | ۱۷۳.۳° E      | ۸.۰ کیلومتر  |
| J      | ۶.۳° N        | ۱۷۴.۹° E      | ۲۶.۰ کیلومتر |